# Órgano cordotonal
El órgano cordotonal  es un receptor mecánico de la tensión que actúa como propioceptor en insectos y otros artrópodos. Los órganos cordotonales se encuentran en la mayoría de las articulaciones. Tienen funciones propioceptivas, pero además también pueden tener funciones exteroceptivas.

## Estructura
Cada órgano cordotonal está compuesto de un solo escolopidio con una sola neurona bipolar sensorial (como el órgano timpánico de las mariposas notodóntidas) o por miles de escolopidios, cada uno con cuatro neuronas sensoriales (como el órgano de Johnston de los mosquitos).